# HD 1461
HD 1461 — звезда, которая находится в созвездии Кита на расстоянии около 76 световых лет от нас. Вокруг звезды обращаются, как минимум, две планеты и два кандидата в планеты.

## Характеристики
Звезда представляет собой типичный жёлтый карлик с массой и диаметром, близкими к солнечным. Оценки в возрасте звезды колеблются между 4,2 и 7,12 миллиардами лет.

## Планетная система
В 2009 году группа астрономов объявила об открытии одной планеты (HD 1461 b) и двух кандидатов в планеты в системе HD 1461. Планета b имеет относительно небольшую массу, поэтому относится к классу так называемых суперземель. Однако обращается очень близко к родительской звезде — на расстоянии всего лишь 0,06 а. е., совершая полный оборот за 5,7 суток.
В 2011 году была открыта вторая планета — HD 1461 c. Она легче (6 земных масс) и немного холоднее своей соседки, но все равно слишком горяча для каких-либо форм жизни: год на ней длится всего 13,5 земных дней.
Старые кандидаты — HD 1461 e и HD 1461 d — подтвердить не удалось. Весьма вероятно, что их сигналы имеют непланетную природу (звёздная активность или ошибки измерений).
| Планета | Масса (M⊕)  | Радиус (R⊕) | Период обращения (дней) | Большая полуось орбиты(а. е.) | Эксцентриситет орбиты |
| ------- | ----------- | ----------- | ----------------------- | ----------------------------- | --------------------- |
| b       | ≥6,94±0,056 | ?           | 5,7722±0,0011           | 0,063434±0,000008             | 0,04±0,01             |
| c       | ≥5,92±0,1   | ?           | 13,505±0,004            | 0,112±0,002                   | 0                     |

## Ближайшее окружение звезды
Следующие звёздные системы находятся на расстоянии в пределах 20 световых лет от HD 1461:
| Звезда    | Спектральный класс      | Расстояние, св. лет |
| HIP 897   | M2 V                    | 7,9                 |
| LP 645-46 | G-K V                   | 7,9                 |
| HIP 1532  | K7 V                    | 9,0                 |
| 13 Кита   | F6-8 V / M V / G1 V / ? | 11                  |
| HD 3821   | G0 V / M1 V             | 11                  |
| BE Кита   | G2-3 V                  | 11                  |
| HD 1388   | G2 V                    | 12                  |
| HD 4915   | G0 V                    | 12                  |
| HD 361    | G2-3 V                  | 17                  |
| 6 Кита    | F5-7 V                  | 17                  |
| HD 4449   | G5 V                    | 19                  |
| 37 Кита   | F5 V / K1 V             | 19                  |
| HD 224619 | G8 V                    | 20                  |
| HD 221356 | F8 V                    | 20                  |